# Фриш, Иоганн Леонгард
Иоганн Леонгард Фриш (нем. Johann Leonhard Frisch; 1666—1743) — немецкий орнитолог, энтомолог, естествоиспытатель, филолог, переводчик и педагог.

## Биография
Родился 19 марта 1666 года в баварском городке Зульцбах-Розенберг. Его отец был юристом и государственным служащим в Нюрнберге, а мать — дочерью страсбургского ювелира.В раннем возрасте выучил греческий язык.
С 1680 года учился в гимназии в Нюрнберге, с 1683 года — в Альтдорфе, с 1686 года в Йенском университете, а с 1688 года — в Страсбургском университете. Путешествовал по Франции и Швейцарии, а затем сдал экзамен кандидата богословия в Нюрнберге. 
Он отказался от священничества, чтобы в октябре 1691 года начать странствующую жизнь, которую он продолжал почти восемь лет; путешествовал по Европе, посетил Австрию; через Вену попал в Венгрию; служил переводчиком во время Великой Турецкой войны. В 1693 году через Венецию он вернулся в Нюрнберг, занялся сельским хозяйством и стал управляющим поместьями в Арнштайне и Бланкенбурге.
С 1698 года он снова путешествовал (Майнц, Кельн, Голландия, Гамбург, Берлин). В Берлине сначала зарабатывал частными уроками, пока по рекомендации Шпенера, не был принят на работу в гимназию «Grauen Kloster»; с 1708 года помощник директора, а с 1727 года — директор гимназии, почти до самой смерти.
В 1706 году, по рекомендации Лейбница, Иоганн Леонгард Фриш был избран членом Берлинской академии наук;  28 мая 1725 года был избран членом Леопольдины.
Работы Фриша касаются филологии, грамматики и естественных наук; из них наиболее известны следующие: «De insectis tomi XIII» (13 тт. с 270 таблицами; содержат описание встречающихся в Германии насекомых, их историю развития и критический разбор появившихся до этого времени трудов Реди, Сваммердама, Гука, Лёвенгука и др.; Берлин, 1720—1738); «Vollständige Beschreibung der Vögel in Deutschland» (Берлин, 1735—1765) и, по мнению Н. Н. Аделунга, главный его труд — «Beschreibung von allerlei Insecten in Teutschland» (Берлин, 13 т., 1720—1738). Иллюстрации по естествознанию составляли важную часть его работ. Он сделал целую серию зоологических рисунков, главным образом птиц и рыб, который сопровождались описанием.
Умер 21 марта 1743 года в Берлине.
С 1699 года был женат на Софи Элизабет Друманн. У них было восемь детей (пять сыновей и три дочери). Его внук — придворный художник Иоганн Кристоф Фриш.